# Antonio Cillóniz
Antonio Cillóniz de la Guerra (Lima, 1 de abril de 1944) es un reconocido poeta peruano.

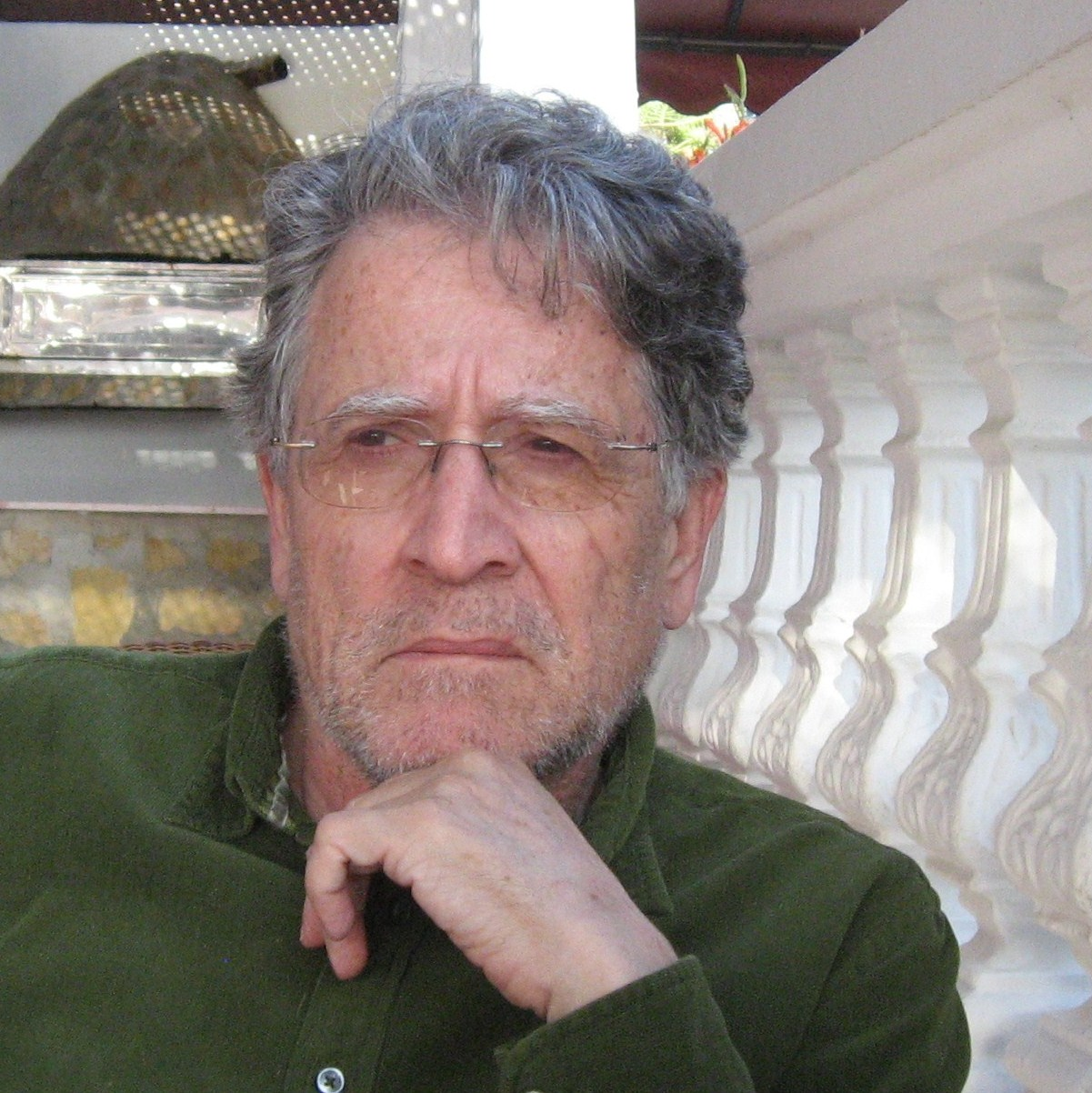
Antonio Cillóniz de la Guerra

## Biografía

### La familia
Hijo de Carlos Cillóniz Oberti y de Ana Josefa de la Guerra Roose, siendo el menor de tres hermanos, nació en el seno de una familia oligárquica, que fue consecuencia de la casual confluencia de diferentes movimientos migratorios realizados en distintas épocas.
Así, por su rama materna su tatarabuelo, el general Antonio de la Guerra Montero, nació en Maracaibo (Venezuela), pero llegó al Perú con el Batallón Numancia del ejército realista combatiendo finalmente en la Batalla de Junín y en la Batalla de Ayacucho por la independencia del Perú con el Batallón Voltígeros de la Guardia y cuya esposa, Josefa Gorostidi Seminario, era prima de Miguel Grau Seminario; su bisabuelo, el marino de guerra Antonio de la Guerra Gorostidi, durante la Guerra del Pacífico con Chile comandó la cañonera Pilcomayo en el combate naval de Chipana y el monitor Atahualpa en la defensa de El Callao en la Expedición de la escuadra chilena al Callao y fue ayudante de campo de la Presidencia de la República y cuya hermana, Matilde de la Guerra Gorostidi, casó con José Antonio Miró Quesada; su abuelo, Antonio de la Guerra Hurtado de Mendoza fue administrador de la Hacienda Laredo de Trujillo y posteriormente propietario de los fundos de Tomabal y San Ildefonso en el valle de Virú. Su otro bisabuelo materno, Karl Roose, fue un emigrante alemán nacido en la Baja Sajonia, cerca de Hamburgo.
Por su rama paterna, su bisabuelo José Manuel Cillóniz Léniz fue un vasco de Mendexa que emigró al Perú en busca de fortuna, la que consiguió a través de la fábrica de cigarrillos de Lima, posteriormente expropiada por la ley del Estanco del Tabaco; su abuelo Carlos Cillóniz Eguren con el dinero que obtuviera en 1913 –por la indemnización de la expropiación a su padre– adquirió la hacienda San José y San Regis en Chincha. Su abuela, Julia Oberti Espinosa era hija de un emigrante genovés, que había llegado a Lima en la segunda mitad del siglo XIX. Cillóniz pertenece, por lo tanto, por su nacimiento a la oligarquía peruana, que posteriormente ha cuestionado apostando por la justicia social y la reivindicación de la igualdad entre todos.

### Sus primeros años
Realizó sus estudios de primaria y secundaria en el Colegio de la Inmaculada de la Compañía de Jesús, donde el sacerdote jesuita Jesús Valverde Pacheco –hermano del poeta español José María Valverde–, fue su profesor de literatura en 1958, despertando en el joven Cillóniz su interés por la poesía y desde entonces empezó (al margen del programa de sus materias escolares) a ampliar las lecturas literarias, fundamentalmente las pertenecientes al género lírico y principalmente de obras de autores peruanos, hispanoamericanos y españoles; como consecuencia de todo ello, paralelamente inició también la escritura de sus primeros poemas.

### La vida literaria
Al terminar sus estudios de bachillerato, viajó con 17 años a España por primera vez en 1961 para estudiar Filología Románica en la Universidad Complutense de Madrid; en 1965, con su primera publicación en la revista literaria Poesía Española, sus primeros recitales y las corresponsalías en las revistas Cuadernos Trimestrales de Poesía y Cuadernos Semestrales de Cuento, ambas del Perú, comienza su actividad poética pública. Habiendo publicado los poemarios Verso vulgar en 1968 y Después de caminar cierto tiempo hacia el Este en 1971, por el que obtuviera el premio “El Poeta Joven del Perú” conjuntamente con Álbum de familia de José Watanabe y habiendo sido incluido en la Antología de Poesía Española 1964-1965 (Aguilar, 1966) y en la antología Poesía Hispánica 1968 (Aguilar, 1969), regresó al Perú en 1973 durante el gobierno del general Juan Velasco Alvarado para trabajar en el Instituto Nacional de Cultura del Perú; pero el futuro golpe del general Francisco Morales Bermúdez se dejó sentir previamente en el ámbito de la política cultural y ello le condujo a dimitir de su cargo como director de la Editorial del INC; ante el vacío laboral que se produjo entonces, retornó a Madrid, donde realizó los estudios de Historia Moderna y Contemporánea en la Universidad Autónoma de Madrid y trabajó en la docencia como catedrático de lengua y literatura españolas hasta su jubilación en 2013.

### Vida personal
Contrajo matrimonio con María Antonia Merchán Carbajal (1968-1981) y posteriormente con María del Carmen Sotillos Rubio en 1997.
Tiene tres hijas, Natalia, Laura y Nadia Cillóniz Merchán y cinco nietos, Nadia y Hugo Cillóniz De Andrés, Laura, Lucas y Sofía De La Cruz Cillóniz.
Tras residir en Madrid se trasladó a Chipiona en 1997 y posteriormente a Ceuta en 2001, donde la ciudad le rindió homenaje por la obtención del Premio Nacional de Poesía del Perú. En la actualidad reside en Alicante.
Es miembro correspondiente de la Real Academia de Córdoba y del Instituto de Estudios Ceutíes.

## Trayectoria poética

### Antonio Cillóniz de la Guerra y la generación del 68
Pertenece a la Generación del 68 –tal como argumentó el propio Cillóniz en su intervención en el Segundo Congreso de Peruanistas en Sevilla, en junio de 2004– que viene a sustituir a la tradicional división de la poesía de los años 60 en Generación del 60 y Generación del 70 en la literatura peruana. Según esta nueva denominación, la ruptura con la Generación del 50 se produce con la publicación de los poemarios Consejero del lobo de Rodolfo Hinostroza en 1964, Las constelaciones de Luis Hernández en 1965, Verso vulgar de Antonio Cillóniz en 1967 y Canto ceremonial contra un oso hormiguero de Antonio Cisneros en 1968.
No obstante, la crítica peruana lo situó inicialmente en la Generación del 70 debido a que obtuviese en 1970 el premio “El Poeta Joven del Perú” por Después de caminar cierto tiempo hacia el Este (Lima, 1971), así como por haber sido incluido tanto en el tomo tercero de Imagen de la literatura peruana actual (Lima, 1971) de Julio Ortega, como en la célebre antología Estos 13 (Lima, 1973) de José Miguel Oviedo y en el tomo segundo de la Antología de la poesía peruana de Alberto Escobar. Sin embargo, Cillóniz había sido incluido tanto en la Antología de poesía española 1964-1965 (Madrid, Aguilar, 1966) como en la antología Poesía hispánica 1968 (Madrid, Aguilar, 1969) y a pesar también de que en esa misma década del 60 apareciera su primer poemario,Verso vulgar (Madrid, 1968), de cuyo libro antes se publicó una muestra en la revista Cuadernos Trimestrales de Poesía (números 41-42, diciembre, 1967), lo que justifica en todo caso su pertenencia a la Generación del 60, de no aceptarse la denominación del 68.
De ahí que la crítica haya comparado las cualidades de la poesía de Cillóniz con las de la Generación del 70 y no del 60; así, "Cillóniz, alejado durante años de la tierra natal y nada proclive a los grupos y a las experiencias colectivas, permaneció de alguna manera ajeno a las preocupaciones del medio intelectual peruano y de su generación literaria, una generación caracterizada por sus experimentos con el coloquialismo, su ruptura con la tradición poética peruana anterior a ellos y su radicalismo ideológico. También fue una generación gregaria, en la cual, en su segunda fase, primaron más los grupos que las individualidades. Así podemos señalar como los grupos literarios más significativos de esta segunda fase los vinculados a las revistas Estación Reunida y Gleba Literaria o al movimiento Hora Zero; este último fue el grupo más activo y beligerante, pródigo en manifiestos, recitales y publicación de revistas mimeografiadas. Pero paralelamente hubo una minoría de poetas independientes, como afirmase Antonio Cornejo Polar: "son pocos los poetas del 70 que no se inscriben explícita o tácitamente dentro de algún grupo: tal vez Antonio Cillóniz (1944), José Watanabe (1946) o Abelardo Sánchez León (1947), que paradójicamente se cuentan entre los poetas más importantes de este momento, conservan su independencia".

### Su marginalidad o insularidad
La crítica ha destacado en diversas ocasiones la imposibilidad de clasificar la poesía de Cillóniz dentro de los grupos o generaciones de la poesía peruana. Así, José Miguel Oviedo en el prólogo a su antología Estos 13 señala el carácter marginal de Cillóniz; posteriormente Ricardo Falla lo califica como poeta insular; finalmente Víctor Fuentes afirma que su poesía no encaja dentro de los esquemas generacionales del Perú ni en los de España.
Posteriormente, en 2021, Eva Valero, catedrática de la Universidad de Alicante, manifiesta su discrepancia ante estas calificaciones sustituyéndolas por la de 'singularidad', reafirmando la opinión de Antonio Melis, catedrático de la Universidad de Siena, que en el prólogo a la edición de Victoriosos vencidos (Lima, 2016) cuyos poemas "confirman y acentúan el carácter atípico de la poesía de Antonio Cillóniz dentro del panorama hispanoamericano de hoy".

### Características de su poesía

#### Los inicios
El primer poemario de Cillóniz, Verso vulgar (Trujillo 1967 y Madrid 1968), presenta una novedad dentro del panorama poético peruano, contemporáneo y anterior a él, que es sobre todo la clara intención de asumir en algunos de sus textos un cierto carácter antiliterario, no al modo de Nicanor Parra, sino más bien en el sentido de incorporar a la poesía, además de los rasgos de un buscado coloquialismo, la anécdota experiencial, los temas insólitos, el tono conversacional, así como un antirretoricismo e incluso en ocasiones un marcado prosaísmo. Todos esos rasgos harán de Verso vulgar un precedente de lo que será la llamada Generación del 70, con el grupo Hora Zero a la cabeza de ella.
Al mismo tiempo de producirse las resonancias de Verso vulgar en Hora Zero y otros grupos como Gleba, la poesía de Cillóniz evoluciona hacia la asunción de un tono indigenista y, por tanto, hasta cierto punto en su sintaxis, en Después de caminar cierto hacia el Este (Lima, 1971), premio “El Poeta Joven del Perú, 1970”, que compartió con Álbum de familia de José Watanabe.
Con Fardo funerario, incluido en Los dominios (Lima, 1975), Cillóniz incorpora a su poética procedimientos vanguardistas, que no utiliza de modo arbitrario, sino sometidos siempre a los contenidos de los poemas como una necesidad expresiva.
Sin embargo, hay dos características comunes a toda la producción poética de Cillóniz y que diversos críticos han reseñado en bastantes ocasiones: la primera es el carácter singular o atípico de la obra de Antonio Cillóniz dentro del panorama lírico hispanoamericano (esto es, lo que la crítica calificaba en él como marginalidad o insularidad, tal vez debida a su exilio) y la segunda el profundo sentido ético (esto es, de compromiso humano y social) en toda su poesía.
Los tres poemarios citados (Verso vulgar, Después de caminar cierto tiempo hacia el Este y Fardo funerario) –salvo unos pocos poemas de este último libro– fueron escritos durante su primer exilio español.

#### La inflexión
Todos los poemas de Una noche en el caballo de Troya (Madrid, 1987), Premio Extraordinario de Poesía Iberoamericana en 1985, fueron escritos durante su nuevo exilio en España tras haber trabajado en el Instituto Nacional de Cultura del Perú durante los últimos años del gobierno del general Juan Velasco Alvarado, previos al golpe de Estado del general Francisco Morales Bermúdez. Será en esta obra donde se integren las características que asomaban en los tres poemarios anteriores y donde aparezcan por vez primera sus experiencias políticas durante el proceso revolucionario peruano.

#### La continuación
En todos los estadios de la posterior poesía de Cillóniz, cuya obra en la actualidad comprende 50 poemarios, es significativa la correlación dialéctica entre la visión del mundo que ofrece y la concepción artística que emplea (y esto es lo que muchos otros críticos han calificado como coherencia o persistencia ética en su poesía). Paralelamente a dicha correlación dialéctica se produce también una síntesis de la tradición literaria europea y la aborigen e incluso un sincretismo entre ciertas formas métricas clásicas, una asimilación de la versificación latina al extender el concepto de rima de las literaturas románicas más allá de la simple repetición fonética al final del verso y las conquistas formales de las vanguardias, aunque en aquella perspectiva que él mismo denominara como “vanguardia transcendentalista” en su artículo “Aproximación a las fuentes de la poesía de César Vallejo”  
Cillóniz, edición tras edición, ha ido realizando modificaciones en su obra publicada con anterioridad, no sólo en la textualidad de los poemas –mediante supresiones, añadidos o sustituciones totales o parciales– sino también en la estructura de los poemarios, ya que partiendo de numerosos pequeños poemas ha construido secuencias poemáticas, sustituyendo a su vez los títulos de los pequeños poemas autónomos por una simple correlación numérica.
Podemos señalar que los diversos periodos de la poesía de Cillóniz coinciden con las sucesivas recopilaciones de su obra poética: Los dominios (Lima, 1975), La constancia del tiempo (Lima, 1990), La constancia del tiempo. Poesía 1965-1992) (Barcelona, 1992) y Heredades del tiempo, (Buenos Aires, 2012)
Así también, 2016 abre el último estadio en la trayectoria poética de Cillóniz, porque ese año se reúne en cuatro volúmenes su obra poética en el Perú, bajo el sello editorial de Hipocampo: Opus est. Más tarde en España, a su obra poética se añadirán dos tomos más: Poemas de juventud, Nuevos poemas de juventud, Poemas de madurez, Nuevos poemas de madurez, Poemas de senectud y Nuevos poemas de senectud (Iadelca Ediciones, 2021, distribuidos por Amazon).

## Obra literaria

### Poemarios publicados
- Verso vulgar (Madrid, 1968)
- Después de caminar cierto tiempo hacia el Este (Lima, 1971)
- Una noche en el caballo de Troya (Madrid, 1987)
- Victoriosos vencidos (Lima, 2016)
- Usina de dolor(Lima, 2018)
- Tríptico de las Furias (Lima, 2019)
- Versión del otorongo (Lima, 2019)
- Monumento a los escombros (Lima, 2020)
- Quién sabe qué (Lima, 2021)
- Llover sobre mojado (Lima, 2021)
- República de bárbaros (Lima, 2023)
- Voces espontáneas (Amazon, 2024)
- Así jamás (Amazon, 2024)
- Lobos de afuera y Lobos de adentro (Amazon, 2024)

### Recopilaciones poéticas publicadas
- Los dominios (Lima, 1975)
- La constancia del tiempo (Lima, 1990)
- La constancia del tiempo (Poesía 1965-1992) (Barcelona, 1992)
- Un modo de mostrar el mundo (Madrid, 2000)
- Según la sombra de los sueños (Madrid, 2003)
- Heredades del tiempo (Buenos Aires, 2012)
- Opus est. Poesía completa (1965-2016) Tomo I: Mañanas de primavera (Lima, 2016)
- Opus est. Poesía completa (1965-2016) Tomo II Mediodías del verano (Lima, 2016)
- Opus est. Poesía completa (1965-2016) Tomo III Tardes de otoño (Lima, 2016)
- Opus est. Poesía completa (1965-2016) Tomo IV Noches del invierno (Lima, 2016)
- Concierto para verso y prosa. Selección poética 1965-2016 (Axiara, 2018)
- Acordes de párrafos y estrofas (Summa, 2019)

### Obra poética completa
Su obra poética se encuentra publicada en dos colecciones, una de amplia difusión a través de Amazon, en edición bajo demanda y otra en el Perú bajo el sello de Hipocampo.
- A través de Amazon, en cinco volúmenes bajo el título '‘Poesía completa'‘.

- A través de Hipocampo Editores, se haya reunida también en seis tomos: Mañanas de primavera, Mediodías de verano, Tardes de otoño'‘, Noches de invierno, Preludio en sí sostenido y Sonata en mí mayor.

- Ambas colecciones presentan la misma estructura (en números romanos el título de los libros y a continuación  los poemarios que comprenden:

- I: Lugares de la utopía
- Verso vulgar
- Después de caminar cierto tiempo hacia el este
- Fardo funerario
- II: Tocando un espejismo
- Una noche en el caballo de Troya
- Contra la condena de las flores
- Nunca hallarán mis labios
- III: Salvo este oasis
- Simetrías
- Entre espadas de Damocles
- Panteón
- IV: Eco de un silencio
- Canto de orfandad
- Canciones de ternura y desaliento en beneficio de Eros
- Una segunda vida
- V: Un modo de mostrar el mundo
- Huellas de la mano en la escritura
- Soñodor o la estética del trabajo
- Del sueño de los poemas y otros dominios
- VI: Como fruta madura
- El árbol en el jardín florecido
- Igual que larvas
- Donde la tierra toca cielo
- VII: Otra versión de la historia
- Hechos de probables gestas
- Ciertas destrezas ignoradas por los monos
- Mástiles sin estandartes
- VIII: Según la sombra de los sueños
- Así en la tierra

Máscara de dolor y gozo
- Su propio afán
- IX: Venturosa morada
- Bajada a los infiernos
- Invitación a un baile de sonámbulos
- Entrada al otro mundo
- X: Ascuas lejos de la hoguera
- Aires de familia
- En ausencia de las musas
- Que ardiera en tantas llamas
- Hornacina vacía de los dioses
- XI: Arrabal de senectud
- Lo que el otoño deja
- Antes que cante un gallo
- Bajo otro amanecer
- Cuanto marchitará el verano
- XII: Temblor de un fuego en sus cenizas
- Victoriosos vencidos
- Tríptico de Las Furias
- XIII: Tiempos de acronía
- Reescritura de la realidad
- Usina de dolor
- XIV: Monumento a los escombros
- Versión del otorongo
- Lectura de nuestra historia
- XV: Sinfonía inconclusa
- Por respeto a los muertos
- Aun así
- XVI: Quien sabe que
- Haber que hacer
- Probablemente es improbable
- XVII: Llover sobre mojado
- Mas vale tarde
- Podríamos seguir
- XVIII: Oír crecer la hierba
- ¡Despertad!
- Qué esperamos
- En pos de todo lo ocurrido
- XIX: República de bárbaros
- Burros a lomos de asnos
- Cámara oscura
- XX: Voces espontáneas
- Mientras el río corre
- Espíritu desnudo
- Fugitivas sombras

### Otros géneros
- Así así nomás (narrativa)
- Crítica & poética (ensayo)

### Obras sobre el autor
- Cillóniz: valoración & trascendencia, edición de la editorial Hipocampo, que reúne las críticas sobre la obra poética, así como las principales entrevistas al autor.
- Vivir en poesía: semblanza de Antonio Cillóniz, de María del Carmen Sotillos Rubio.

### Obras traducidas
Su obra ha sido traducida al árabe, italiano, francés e inglés.
- أ شفتي أبدا (Nunca hallarán mis labios), Bahira Abdulateef, Damasco, Don Quijote, 2003.
- Vittoriosi vinti (Victoriosos vencidos), Antonio Melis, Livorno, Vittoria Iguazu, 2019.
- Où la terre touche ciel (Donde la tierra toca cielo), María del Carmen Sotillos Rubio, Barcelona, Iadelca ediciones, 2022.
- Anthologie poétique I, María del Carmen Sotillos Rubio, Barcelona, Iadelca ediciones, 2022.
- Anthologie poétique II, María del Carmen Sotillos Rubio, Barcelona, Iadelca ediciones, 2023.
- Anthologie poétique III, María del Carmen Sotillos Rubio, Barcelona, Iadelca ediciones, 2023.
- Anthologie poétique 1965-2023, María del Carmen Sotillos Rubio, Barcelona, Iadelca ediciones, 2024.
- Foundry of Pain, María Juliana Villafañe, Barcelona, Iadelca ediciones, 2021.
- Republic of Barbarians , María Juliana Villafañe, Barcelona, Iadelca ediciones, 2023.
- Youth Poems (Poemas de juventud), Silvia Rafti, Barcelona, Iadelca ediciones, 2022.
- New Youth Poems (Nuevos poemas de juventud), Silvia Rafti, Barcelona, Iadelca ediciones, 2022.
- Mature Poems (Poemas de madurez), Silvia Rafti, Barcelona, Iadelca ediciones, 2022.

## Distinciones

### Premios
- Premio “El Poeta Joven del Perú" en 1970 por Después de caminar cierto tiempo hacia el Este (compartido con Álbum de familia de José Watanabe).
- "Premio Extraordinario de Poesía Iberoamericana" en 1985 por Una noche en el caballo de Troya.
- "Premio de Poesía César Vallejo" en 1999 por La constancia del tiempo (Poesía 1965-1992).
- "Premio Nacional de Literatura 2019 del Perú" por Usina de dolor.

### Parque del amor y Monumento a los amantes
En Miraflores (uno de los barrios residenciales de Lima), había antes un parquecito al que la gente llamaba “de los enamorados”, porque allí solían acudir –sobre todo de noche– las parejas.
Ahora, quien pasee por ahí, verá que la Municipalidad de Miraflores –distrito donde pasó la niñez, la infancia y parte de la juventud el poeta Antonio Cillóniz– ha convertido aquel lugar en un parque dedicado al amor.
A la entrada, el visitante es recibido por un colosal monumento a los amantes, en forma de taula, en cuya parte superior una pareja en posición yacente se funde en un ardoroso abrazo. En el pie del monumento figuran unos versos sobre una pequeña lápida: “En las ciudades no hacen monumentos a los amantes. Antonio Cillóniz”, cita de un poema que pertenece al primer libro del poeta Antonio Cillóniz, Verso vulgar, y que Arturo Corcuera leyó al escultor Víctor Delfín quien reproduce fielmente los últimos versos del poema, que termina mencionando a los amantes como “estatuas yacentes”.
Ya en el interior y a lo largo de un serpenteante muro recubierto de mosaicos se puede leer una gran variedad de citas de poemas amorosos.

### Cátedra Intercontinental Antonio Cillóniz
La “Cátedra Intercontinental Antonio Cillóniz” fue fundada en Lima el 7 de octubre de 2021 a iniciativa del presidente de la “Biblioteca Virtual El Último Bastión”, Yohei Moriya Miyakawa, contando entre finales de 2021 y principios de 2022 con la colaboración de intelectuales, universidades, empresas e instituciones culturales y educativas de Perú, España, Italia, Francia, Egipto, Japón, Ecuador, Brasil y EE. UU.
Entre sus objetivos principales se destacan el apoyo a la creación literaria Iberoamericana, el estudio de la literatura contemporánea y la difusión de la obra del poeta Antonio Cillóniz de la Guerra, así como fomentar unos valores culturales basados en la libertad, la justicia social y la solidaridad.